# Pura Villanueva Kalaw
Purificación Villanueva y García, vd.ª de Kalaw (Iloilo, 27 de agosto de 1886 – Manila, 21 de marzo de 1954), popularmente conocida como Pura Villanueva Kalaw, fue una feminista, periodista, y escritora filipina.

## Biografía
Purificacion Villanueva y García nació en Arevalo, ciudad de Iloilo, hija de Emilio Villanueva y Emilia García. Su madre nació en Palencia, España. Con  22 años, Pura Villanueva fue la primera "Reina del Carnaval de Manila."
En 1906 Pura Villanueva organizó un grupo de sufragistas, la Asociación Feminista Ilongga. Sus esfuerzos llevaron al primer proyecto de ley de sufragio que llegó a la Asamblea de Filipinas en 1907. Villanueva escribió una columna para el semanario El Tiempo, y editó la página de la mujer. Más tarde, editó la sección en lengua española de la publicación pro-sufragistas Woman's Outlook (Trinidad Fernández Legarda era la editora en lengua inglesa). Fue también presidenta del club de Mujeres de Manila.
Pura Villanueva se casó con Teodoro Kalaw en 1910. Su hija María Kalaw Katigbak, fue senadora, y Purita Kalaw Ledesma, crítica de arte. Su nuera Eva Estrada Kalaw fue también senadora. Pura Villanueva Kalaw enviudó en 1940. Falleció el 21 de marzo de 1954 a los 67 años.

## Obras
Entre sus obras publicadas, se encuentran Osmeña From Newspaperman to President (1946). How the Filipina Got the Vote, Outstanding Filipino Women, Anthology of Filipino Women Writers, The Consumer Cooperatives in the Philippines, The Filipino Cookbook, and A Brief History of the Filipino Flag. En el año 1918 publicó Condimentos Indígenas, siendo uno de los primeros libros de recetas de cocina publicados en Filipinas.

## Premios y reconocimientos
- En 1951 recibió una Medalla Presidencial, por Elpidio Quirino, en reconocimiento a su trabajo en defensa de los derechos de las mujeres en Filipinas.[8]
- Su hija Maria Kalaw Katigbak publicó una biografía suya, Legacy: Pura Villanueva Kalaw: Her Times, Life, and Works 1886–1954 .[9]
- Pura V. Kalaw Era fue una de las sufragistas presentadas en una exposición en el año 2016 en la Embajada de Filipinas en Washington D. C.[10]
- Hay una escuela en Quezon que lleva el nombre de Pura V. Kalaw.[11]